# Ruský stát (1918–1920)
Ruský stát (rusky Российское государство) je termín, kterým se označuje ruský stát, představující jednu ze stran v Ruské občanské válce. Oficiálně bylo vytvoření tohoto státního útvaru schváleno 23. září 1918 v Ufě iniciativou části vedení v Petrohradě svržené prozatímní vlády. V jeho čele stál Nikolaj Avksentjev a po jeho svržení se hlavou stal bělogvardějec admirál Alexandr Vasiljevič Kolčak.

## Historie

### Převrat 18. listopadu
18. listopadu 1918 z důvodu dosavadního neúspěchu v boji s bolševiky, bylo v Ufě skupinou ruských důstojníků zatčeno dosavadní vedení direktoria Sibiřské prozatímní vlády v čele Nikolajem Avksentievem za Stranu socialistů-revolucionářů. Rada ministrů poté oznámila, že veškeré pravomoci přejdou na nového nejvyššího vládce. Rada ministrů v tajné volbě zvolila vládcem Alexandra Kolčaka.

### Vojsko

Kolčakovo tažení (modře)

V lednu 1919 schválila vláda vytvoření jednotné Ruské armády, která sdružovala všechny dosavadně autonomní armády Bílého hnutí. Zásadním vojenským spojencem Ruského státu byly Československé legie.

## Mezinárodní uznání
Ruský stát byl de facto diplomaticky uznáván zeměmi Dohody a interventy v ruské občanské válce.
Faktické uznání Ruského státu
- Francie
- Spojené království
- USA
- Japonsko
- Československo
- Finské království
- Polsko
- Estonsko
- Litva
- Lotyšsko

Plné uznání Ruského státu
- Království Srbů, Chorvatů, a Slovinců